# Heinrich Franz Maria Ab-Yberg
Heinrich Franz Maria Ab-Yberg (auch Enrico Francesco Maria Ab-Yberg; * 29. April 1714 in Murg; † 12. August 1790 in Schwyz) war ein Schweizer Politiker, Archivar, Chronist und Komponist.

## Leben
Heinrich Franz Maria Ab-Yberg war 1757 Hauptmann im Regiment Niederösterreich. 1758 war er Ratsherr zu Schwyz. Er war Landesarchivar des schwyzerischen Landesarchivs und erstellte 1774 ein Archivregister des schwyzerischen Landesarchivs. 1782 verfasste er eine Chronik des Baus der Kirche St. Martin in Schwyz.
Ab-Yberg heiratete Maria Theresia Reding. Ihr gemeinsamer Sohn Martin Ab-Yberg (1741–1777) wurde katholischer Priester. Er verfertigte um 1770 ein Antiphonarium officii für die Stiftskirche St. Gallen, bestehend aus zwei Bänden, einem Winterteil und einem Sommerteil.

## Werke (Auswahl)

### Musik
- Alma redemptoris mater für Sopran, Streicher und Orgel, RISM ID: 00000400004821
- Aulae caelestis proceres, Aria per la festa Tutti i Sancti [Arie zum Fest Allerheiligen], für Alt und Streicher, im Bestand der Musikbibliothek des Klosters Einsiedeln, RISM ID: 400011275
- Huc tu a te minaces horrores für Sopran, Streicher und Orgel, RISM ID: 00000400011276 (I: Spirituoso Huc tu a te minaces horrores – II: Recitativo Jacula ministra te – III: Largo, Aria Sancta fide – IV: Recitativo Ad Superos – V: Allegro Alleluja.)
- Lacrimas paenitentes für Alt, Streicher und Cembalo
- Nisi Dominus, RISM ID: 00000400011278
- Regina coeli, für Sopran, Streicher und Orgel, RISM ID: 00000400011279
- Saeviant venti irati, Arie für Bass und Streicher, RISM ID: 00000400173432
- Salve Regina, für Alt und Streicher, RISM ID: 00000400011281

### Chroniken
- Ab Ybergische Ehren Saul. Chronik der Familie Ab Yberg[4]
- Bau-Chronik der Pfarrkirche St. Martin, Schwyz 1762–1782. In: Mitteilungen des Historischen Vereins des Kantons Schwyz. 65, herausgegeben von Willy Keller, Einsiedeln.